# Zviriv, Kiverți
Zviriv (în ucraineană Звірів) este localitatea de reședință a comunei Zviriv din raionul Kiverți, regiunea Volînia, Ucraina.

## Demografie
Componența lingvistică a localității Zviriv
     Ucraineană (99,7%)
     Alte limbi (0,3%)
Conform recensământului din 2001, majoritatea populației localității Zviriv era vorbitoare de ucraineană (99,7%), existând în minoritate și vorbitori de alte limbi.